# Жендув (Свентокшиське воєводство)
Жендув (пол. Rzędów) — село в Польщі, у гміні Тучемпи Буського повіту Свентокшиського воєводства.
Населення — 143 особи (2011).
У 1975-1998 роках село належало до Келецького воєводства.

## Демографія
Демографічна структура на день 31 березня 2011 року:
|          | Загалом | Допрацездатний вік | Працездатний вік | Постпрацездатний вік |
| -------- | ------- | ------------------ | ---------------- | -------------------- |
| Чоловіки | 73      | 23                 | 41               | 9                    |
| Жінки    | 70      | 17                 | 34               | 19                   |
| Разом    | 143     | 40                 | 75               | 28                   |